# Тукмаков, Владимир Борисович
Владимир Борисович Тукмаков (укр. Володимир Борисович Тукмаков, род. 5 марта 1946, Одесса) — украинский, ранее советский шахматист, гроссмейстер (1972). Заслуженный тренер ФИДЕ (2004). Бывший главный тренер мужских сборных Азербайджана и Украины по шахматам.
Трёхкратный (1970, 1972, 1983) серебряный призёр чемпионатов СССР.
Дважды принимал участие в межзональных турнирах: Ленинград (1973) — 16-е место,  
Лас-Пальмас (1982) — 4-5-е места.
Победитель супертурнира в Реджо-Эмилии (1987).
Единственный из послевоенного поколения советских шахматистов, игравший в турнире с Р. Фишером.

## Спортивные достижения
| Год  | Город       | Турнир                                | + | − | =  | Результат | Место |
| ---- | ----------- | ------------------------------------- | - | - | -- | --------- | ----- |
| 1967 | Харьков     | 35-й чемпионат СССР                   | 6 | 2 | 5  | 8½ из 13  | 8-17  |
| 1969 | Москва      | 37-й чемпионат СССР                   | 1 | 8 | 13 | 7½ из 22  | 21    |
| 1970 | Киев        | 39-й чемпионат УССР                   |   |   |    | 11½ из 17 | 1     |
| 1970 | Рига        | 38-й чемпионат СССР                   | 9 | 1 | 11 | 14½ из 21 | 2     |
| 1971 | Ленинград   | 39-й Чемпионат СССР                   | 4 | 8 | 9  | 8½ из 21  | 17-19 |
| 1971 | Москва      | Мемориал Алехина                      | 3 | 0 | 14 | 10 из 17  | 4-5   |
| 1972 | Баку        | 40-й чемпионат СССР                   | 8 | 3 | 10 | 13 из 21  | 2     |
| 1973 | Ленинград   | 9-й межзональный турнир               | 3 | 8 | 6  | 6 из 17   | 16    |
| 1973 | Москва      | 41-й чемпионат СССР                   | 2 | 4 | 11 | 7½ из 17  | 13-14 |
| 1977 | Ленинград   | 45-й чемпионат СССР                   | 2 | 4 | 9  | 6½ из 15  | 12-14 |
| 1981 | Фрунзе      | 49-й чемпионат СССР                   | 5 | 3 | 9  | 9½ из 17  | 4-5   |
| 1982 | Лас-Пальмас | 12-й межзональный турнир              | 5 | 3 | 5  | 7½ из 13  | 4-5   |
| 1983 | Москва      | 50-й чемпионат СССР                   | 5 | 2 | 8  | 9 из 15   | 2     |
| 1984 | Львов       | 51-й чемпионат СССР                   | 5 | 4 | 8  | 9 из 17   | 5-8   |
| 1984 | Лондон      | Матч сборной СССР против сборной мира | 1 | 0 | 2  | 2 из 3    |       |
| 1984 | Салоники    | 26-я Олимпиада                        | 5 | 1 | 4  | 7 из 10   |       |
| 1985 | Рига        | 52-й чемпионат СССР                   | 2 | 3 | 14 | 9 из 19   | 14-16 |
| 1987 | Минск       | 54-й чемпионат СССР                   | 5 | 4 | 8  | 9 из 17   | 8-11  |
| 1989 | Одесса      | 56-й чемпионат СССР                   | 4 | 5 | 6  | 7 из 15   | 10-12 |

## Тренерская карьера
По состоянию на 2017 год является тренером Уэсли Со.
С 2004 по 2011 гг. Владимир Тукмаков возглавлял мужскую сборную Украины. Под его руководством сборная добилась результатов:
- дважды (2004, 2010 гг.) становилась победителем Шахматных олимпиад.
- стала третьей на чемпионате мира (2009 г.).

## Книги
- Тукмаков В. Б. Профессия — шахматист (предисловие Г. Сосонко). — Москва: Новости, 2010. — 272 с. — ISBN 978-5-88149-366-0.
- Тукмаков В. Б. Шахматы. Ключ к победе. — Москва: Русский шахматный дом, 2012. — ISBN 978-5946932-55-4.
- Тукмаков В. Б. Риск и блеф в шахматах. — Москва: Андрей Ельков, 2015. — 240 с. — ISBN 978-5-906254-18-4. По-английски: Risk & Bluff in Chess. The Art of Taking Calculated Risks. — Editor: New in Chess. — ISBN 978-90-5691-595-7.

## Признание
- тренерский «Оскар»
- лучший тренер по версии ФИДЕ (2010)

## Изменения рейтинга
| Графики недоступны из-за технических проблем. См. информацию на Фабрикаторе и на mediawiki.org. |